# Shūkan Pureibōi
Shūkan Pureibōi (jap. 週刊プレイボーイ, ang. Weekly Playboy), znane także jako Shūpure (jap. 週プレ) lub WPB – japoński tygodnik adresowany do mężczyzn, wydawany od 1966 roku przez japońskie wydawnictwo Shueisha.
Czasopismo – wbrew swojej nazwie – nie jest japońską edycją amerykańskiego magazynu erotycznego Playboy (japońska edycja Playboya wydawana była – także przez wydawnictwo Shueisha – jako miesięcznik Gekkan Pureibōi).